# Каменев, Сергей Андреевич
Сергей Андреевич Каменев (1760—после 1816) — русский военачальник, генерал-майор.

## Биография
Родился в 1760 году. Происходил из дворян Курской губернии.
В военную службу был записан в 1774 году сержантом в Севский пехотный полк, в 1777 году был назначен адъютантом с «заслугой прапорщичьего чина двух лет».
В поручики произведен в 1784 году, когда находился в походе в Польшу.
Участвовал в русско-турецкой войне 1787—1791 годов, отличился при штурме Измаила, где был «употреблен под картечными выстрелами в опасные места с большим успехом» и за проявленную храбрость награждён чином премьер-майора.
В войне 1792 и 1794 годах Каменев сражался с польскими мятежниками и находился при штурме Праги. В 1798 году получил чин полковника. 8 сентября 1799 года был произведен в генерал-майоры и назначен шефом кирасирского полка своего имени (с 08.09.1799 по 02.03.1800).
С 1800 года находился в отставке.
В Отечественную войну 1812 года по приказу М. И. Кутузова 8 ноября 1812 года Каменев был прикомандирован в авангард атамана М. И. Платова. Затем командовал бригадой из трех казачьих полков, успешно сражался с отступающими французскими войсками под Вильно и захватил около 5000 пленных. В начале 1813 года участвовал в боях в составе авангарда корпуса генерала П. Х. Витгенштейна. В 1814 году, командуя четырьмя эскадронами Чугуевского уланского полка, отлично проявил себя в сражениях при Бриенне, Бар-сюр-Обе, Арси-сюр-Обе, Фер-Шампенуазе и под стенами Парижа.
31 марта 1816 года из-за болезни вышел в отставку с мундиром и ему был определён пенсион половинного жалования.
Дата и место смерти неизвестны.

## Награды
- Награждён орденом Св. Георгия 4-й степени (№ 1306; 26 ноября 1802).
- Также награждён орденами Св. Анны 1-й степени (20.02.1814) и Св. Владимира 4-й (28.06.1792) и 3-й (26.03.1813) степеней, крестами за взятие Измаила и Праги, а также золотой саблей «За храбрость» с алмазами.